# Высокое (Мостовское сельское поселение)
Высокое — деревня в Оленинском муниципальном округе Тверской области России. До 2019 года входила в состав ныне упразднённого Мостовского сельского поселения.

## География
Деревня находится в юго-западной части Тверской области, в зоне хвойно-широколиственных лесов, при автодороге 28Н-1171, на расстоянии примерно 26 километров (по прямой) к северо-западу от Оленина, административного центра округа.

### Часовой пояс
Деревня Высокое, как и вся Тверская область, находится в часовой зоне МСК (московское время). Смещение применяемого времени относительно UTC составляет +3:00.

## Население
| 2010 |
| ---- |
| 1    |

### Национальный состав
Согласно результатам переписи 2002 года, в национальной структуре населения чуваши составляли 67 % из 3 чел., русские — 33 %.